# Copenhagen Consensus
Het Copenhagen Consensus Center (CCC) is gevestigd in Denemarken en betrokken bij het inventariseren van de wereldproblematiek.
Het centrum analyseert de wereldproblemen en wil in samenwerking met elke organisatie die betrokken is bij het aanpakken van deze problemen, deze problemen in kaart brengen en prioritiseren. Doel van het CCC is om een kader te bieden om goede doelen (het oplossen van wereldproblemen) te voorzien van vergelijkbare informatie (een kosten/baten overzicht) en om ze zo te kunnen prioriteren. Het centrum wordt voorgezeten door Bjørn Lomborg.

## Conventie
In 2004 werd de eerste conferentie gehouden. Tijdens deze conventie verdeelde men de doelen in:
- heel goede doelen (onder andere ziektebestrijding (hiv/aids, malaria) en ondervoeding)
- goede doelen (onder andere drinkwater/sanitaire voorzieningen, bestrijding van corruptie)
- redelijke doelen (onder andere ondervoedingsprojecten en het verbeteren van de medische faciliteiten)
- slechte doelen (onder andere klimaatverandering)

Na 2004 volgden er nog conferenties in 2007, 2008, 2009, 2011 en 2012. In 2006 werd er een lijst van 40 goede projecten samengesteld.
De conferentie in 2012 had volgende personen in het expertenpanel:
- Robert Mundell
- Nancy Stokey
- Thomas Schelling
- Vernon Smith
- Finn Kydland

## Kritiek
Het CCC krijgt kritiek omdat men het niet ethisch vindt om een geldbedrag aan een (mensen)leven te plakken.